# Exorista sericans
Exorista sericans är en tvåvingeart som beskrevs av Louis-Paul Mesnil 1939. Exorista sericans ingår i släktet Exorista och familjen parasitflugor.
Artens utbredningsområde är Madagaskar. Inga underarter finns listade i Catalogue of Life.